# Rio Arieș (Mureș)
O Rio Arieş é um rio da Romênia afluente do rio Mureş, localizado nos distritos de Alba e Cluj.